# Église Saint-Martin de Remilly-les-Pothées
L'église Saint-Martin est une église située à Remilly-les-Pothées, en France.

## Localisation
L'église est située sur la commune de Remilly-les-Pothées, dans le département français des Ardennes.

## Historique
L'édifice est inscrit au titre des monuments historiques en 1991.